# Гетуміди

Герб Левона V, видатного представника династії Гетумідів.

Гетуміди (Гетумяни, вірм. Հեթումյան) або Ошиніди— вірменська княжа, а з 1226 року — царська династія у Кілікійській Вірменії. Гетуміди також відомі як княжий дім Ламброна.
Засновником кілікійської княжої династії був Ошин, який заволодів фортецею Ламброн. Династія стала царською з того моменту, коли син Костянтина Паперонського Гетум I став царем Кілікії, одружившись із царицею Забел, яка успадкувала трон від свого батька.

## Князі
- Гетум
- Ошин — заволодів Ламброном, засновник династії[1][2]
- Гетум II
- Смбат із Паперона
- Васак
- Костянтин із Паперона (регент)

## Царі (королі)
- Гетум I (2-й чоловік Ізабелли Рубінян) 1226–1270
- Левон III 1270–1289
- Гетум II 1289–1293
- Торос III 1293–1294
- Гетум II (повторно) 1294–1297
- Смбат 1297–1299
- Костянтин II 1299
- Гетум II (втретє) 1299–1307
- Левон IV (співправитель) 1301–1307
- Ошин 1307–1320
- Левон V 1320–1341